# Mari Mendes
Mari Helen Pedra Mendes est une joueuse brésilienne de volley-ball née le 13 janvier 1984 à Pirassununga (São Paulo). Elle mesure 1,79 m et joue au poste de réceptionneuse-attaquante. 

## Clubs
| Club              | De        | À         |
| ----------------- | --------- | --------- |
| EC Pinheiros      | 2004-2005 | 2004-2005 |
| AD Brusque        | 2005-2006 | 2005-2006 |
| Minas Tênis Clube | 2006-2007 | 2006-2007 |
| Pink Spiders      | 2007-2008 | 2007-2008 |
| Roma Pallavolo    | 2008-2009 | 2009-2010 |
| São Bernardo      | 2010-2011 | 2010-2011 |
| Dinamo Bucureşti  | 2011-2012 | 2011-2012 |
| Lokomotiv VK      | 2012-2013 | 2012-2013 |
| AEK Athènes       | 2013-2013 | 2013-2013 |
| São Bernardo      | 2013-2014 | 2014-2015 |
| Quimper Volley 29 | mars 2015 | mai 2015  |
| Vôlei Bauru       | 2015-2016 | 2015-2016 |
| Brasília Vôlei    | 2016-2017 | …         |

## Palmarès

### Équipe nationale
- Championnat d'Amérique du Sud des moins de 20 ans
  - Vainqueur : 2002.
- Championnat du monde des moins de 20 ans
  - Vainqueur : 2003.

### Clubs
- Championnat de Grèce
  - Finaliste : 2013.
- Coupe de Grèce
  - Finaliste : 2013.